# Університет Кьонхі
Університет Кьонхі (кор. 경희대학교, 慶熙大學校, Gyeonghui Daehakgyo, Kyŏnghŭi Taehakkyo) — приватний вищий навчальний заклад у Південній Кореї з кампусами в Сеулі та Сувоні. Університет Кьонхі є частиною університетської системи Кьон Хі, що пропонує всебічну освіту від дитячого садка до аспірантури.
Станом на 2018 рік Університет включав до свого складу 23 коледжі бакалаврату, 1 загальну магістратуру, 13 спеціалізованих магістратур і 49 допоміжних науково-дослідних інститутів. Університет також пропонує програми навчання за кордоном у партнерстві з 434 спорідненими вишами в 69 країнах.
Університет Кьонхі передусім відомий своїм престижним коледжем корейської медицини, що вважається провідною школою в традиційній корейській медицині та інших традиційних азійських медичних практиках.

## Рейтинги
Університет Кьонхі посів 8 місце в Південній Кореї, 40-е — в Азії та 236-е — в світі у рейтингу 2020 року за версією QS World University Rankings.